# Soyhières
Soyhières (en alemán Saugern) es una comuna suiza del cantón del Jura, situada en el distrito de Delémont. Limita al norte con la comuna de Roggenburg (BL), al este con Liesberg (BL), al sur con Courroux, al suroeste con Delémont, y al oeste con Mettembert y Movelier.